# القصر الأحمر (السعودية)
القصر الأحمر هو قصر تاريخي وأول المباني المشيدة بالإسمنت والحديد المسلح في مدينة الرياض، تم تشييده في عام 1942م ليكون سكن للأمير سعود بن عبد العزيز وأسرته بعد احتراق قصره في المربع، ومجلسا لاستقبال ضيوف المملكة من قادة وحكام الدول، وهو المقر الأول لمجلس الوزراء منذ تأسيسه حتى عام 1988م

## تاريخ القصر
كان الأمير سعود بن عبد العزيز آنذاك يسكن في قصر ملاصقا لقصر والده الملك عبدالعزيز من جهة الجنوب ويفصل بينهما سور، وفي إحدى الليالي اشتعل حريق في غرفة المؤن بقصر الأمير سعود، وبدأ ينتشر في القصر المكون من طابقين، واستمر الحريق حتى اليوم الثاني، مما اضطر الأمير سعود للانتقال مع أسرته للعيش في قصر الضيافة، والذي لم يتسع له ولعائلته، عندها أمر الملك عبد العزيز ببناء القصر الأحمر لابنه وولي عهده آنذاك الملك سعود بن عبد العزيز. قام الملك عبد العزيز بالاجتماع مع المهندس محمد بن لادن ومجموعة من المهندسين وحددوا موقع القصر الأحمر جنوب القصر المحروق، بدأت أعمال البناء في 1943 وتم الانتهاء منها في عام 1948م، واستقر به الملك سعود لخمس سنوات ثم انتقل إلى قصر الناصرية، وأصبح القصر الأحمر مقرًا رسميا لانعقاد مجلس الوزراء به. يصنف القصر على أنه واحد من المباني التاريخية في العاصمة السعودية الرياض، حيث يصل عمره إلى 77 عام، وهو أول قصر استعمل لبناءه الحديد والإسمنت في السعودية.
شهد القصر على مراحل تأسيس المملكة العربية السعودية، وصدرت منه القرارات السياسية والمحلية، كما سكنه الملك سعود مع أسرته، وعقدت فيه أول جلسة لمجلس الوزراء، وتم فيه استقبال الوفود الخارجية، ورؤساء الدول كالرئيس جمال عبد الناصر، والملك حسين، شاه إيران، ورئيس الوزراء الهندي نهرو مهندس.
وقد وهبه الملك سعود للدولة، حيث اعتمد كمقر لمجلس الوزراء في عهد كل من الملك فيصل، الملك خالد، وسنوات من عهد الملك فهد، وبعد انتقال مجلس الوزراء إلى قصر اليمامة في العام 1988، أصبح القصر مقرا لديوان المظالم.
وقعت في القصر معاهدات وصدرت منه مراسيم ملكية وقرارات تاريخية، أبرزها قرار السعودية بحظر النفط عن دولتي بريطانيا وفرنسا في العام 1956.
صنف قصر الحمراء كأحد معالم التراث العمراني في السعودية، من قبل الهيئة العامة للسياحة والتراث الوطني، وتعمل على تطويره وترميمه الهيئة العليا لتطوير مدينة الرياض، واستجابة لطلب مؤسسة الملك سعود تحول القصر إلى متحف، ليشهد على مراحل تأسيس الدولة السعودية، ويكون منصة لعرض وحفظ تاريخ الملك سعود ومقتنياته إلى جانب ملوك الدولة السعودية الآخرين، افتتح المتحف في العام 2019، وهو يستقل الزوار على فترتين مسائية وصباحية.
وفي أبريل 2022م أعلنت «مجموعة بوتيك» المملوكة لصندوق الاستثمارات العامة تحويل «القصر الأحمر» وعدد من القصور التاريخية في السعودية إلى فنادق فخمة متاحة للسياح، وسيضم القصر الأحمر 71 غرفة تشمل 46 جناحاً فاخراً و25 غرفة ضيافة فاخرة.

## مرافق القصر
يتميز القصر بلونه الخارجي المائل للاحمرار، ولذلك سمي بقصر الحمراء، وهو يضم 16 جناح وغرفة مجهزة بأجهزة التكييف والمراوح السقفية، ويعمل على نظام إنارة نهاري، يعتمد على وجود أربع مناور مربعة مفتوحة تسمح بدخول أشعة الشمس لأرجاء القصر، كما تحيط به شرفات مطلة على الحدائق الموزعة في مقدمة القصر والباحة الخلفية.

## متحف القصر الأحمر
افتتح وزير الثقافة السعودي متحف القصر الأحمر في العام 2019، والواقع بحي الفوطة بالرياض إلى الجنوب من مركز الملك عبد العزيز التاريخي، بعد أن قامت وزارة السياحة بترميمه وتطويره، والهيئة العليا لتطوير مدينة الرياض، ويعرض المتحف مقتنيات تاريخية لملوك السعودية.

## أهمية القصر
يصنف القصر الأحمر من قبل هيئة السياحة كواحد من التراث العمراني السعودي الذي يجب المحافظة عليه، فهو شاهد على الجلسات الأولى لمجلس الوزراء السعودي، ومنه أُعلن قرار حظر النفط عن بريطانيا وفرنسا في 1956م، ومجلس لزوار المملكة من الحكام والقادة أمثال الشاه إيران والملك حسين، وجواهر لال نهرو، وجمال عبدالناصر، وشكري القوتلي، والإمام سيف الإسلام البدر. بعد انتقال الملك سعود وأسرته إلى قصر الناصرية أصبح القصر مقرا لانعقاد جلسات مجلس الوزراء في عهد الملوك فيصل بن عبد العزيز آل سعود والملك خالد بن عبد العزيز آل سعود والملك فهد بن عبد العزيز آل سعود حتى انتقال المجلس إلى قصر اليمامة في عام 1988م.

## انظر ايضاً
- قصر الحكم
- قصر المصمك
- قصر المربع
- قصر طويق

## وصلات خارجية
- القصر الأحمر بالرياض يروي لزواره حكايات عمرها 7 عقود.
- القصر الأحمر .. أول مبنى مسلح في الرياض ومقر مجلس الوزراء.